# Rheobates
A Rheobates a kétéltűek (Amphibia) osztályába,  a békák (Anura) rendjébe és az Aromobatidae családba tartozó nem.

## Rendszerezés
A családba az alábbi fajok tartoznak.
- Rheobates palmatus (Werner, 1899)
- Rheobates pseudopalmatus (Rivero & Serna, 2000)